# ボアエージェンシー
ボアエージェンシーは、東京都渋谷区桜丘町の芸能事務所。

## 主な所属タレント
- 国井律子
- 小久保領子
- 叶レオナ
- 長谷川希
- 花沢りえ
- 今絵うるは
- 後藤公美
- 園まゆみ
- 新井そな
- 桂富丸